# Файнбург, Григорий Захарович
Григо́рий Заха́рович Фа́йнбург (род. 1948) — российский учёный, специализирующийся в области охраны труда и безопасности производственной деятельности, спелеотерапии, доктор технических наук (1992), профессор (1994), заслуженный работник высшей школы Российской Федерации.

## Биография
Родился 14 мая 1948 года в Москве в семье студентов экономического факультета Московского государственного университета, ставших впоследствии известными советскими учеными и педагогами в области социальной философии, политической экономии, социологии.
Отец — Файнбург Захар Ильич (1922—1990) — доктор философских и кандидат экономических наук, профессор. Мать — Козлова Галина Петровна (1927—2000) — кандидат экономических наук, доцент. Дядя — Александр Зиновьевич Крейн (1920—2000) — основатель и первый директор Государственного музея А. С. Пушкина.
Биография
- В 1960 г. вместе с родителями переехал в Пермь.
- 1966 — окончил с медалью среднюю школу № 9 им. А. С. Пушкина г. Перми.
- 1971 — окончил физический факультет Пермского государственного университета.
- 1971—1973 — служил в рядах Советской Армии в должности заместителя командира роты.
- 1973—1976 — аспирантура по теоретической и математической физике в Пермском государственном педагогическом институте.
- 1976—1996 — младший научный сотрудник, старший научный сотрудник, старший преподаватель, доцент, профессор кафедры охраны труда и рудничной вентиляции Пермского политехнического института (Пермского государственного технического университета (ПГТУ), Пермского национального исследовательского политехнического университета (ПНИПУ))
- 1982 — защитил кандидатскую диссертацию на тему «Исследование и разработка методов расчета газовой обстановки в пространственной сети горных выработок: На примере Верхнекамского месторождения калийных солей».
- 1991 — защитил докторскую диссертацию (Моделирование процессов проветривания в многосвязной системе горных выработок)[2] по специальностям: физические процессы горного производства и применение математических методов и математического моделирования в горном деле.
- 1992 — присуждена ученая степень доктора техническим наук по специальностям: физические процессы горного производства и охрана труда.
- 1991—1994 заведующий вузовско-академической лабораторией рудничной аэрологии Горного института Уральского отделения АН СССР.[3]
- 1994 — присвоено ученое звание профессора по кафедре безопасности жизнедеятельности и рудничной вентиляции.
- С 1997 года — директор Пермского краевого центра охраны труда[4]
- С 2006 года — директор Института безопасности труда, производства и человека Пермского национального исследовательского политехнического университета[5]

## Книги
- Г. З. Файнбург. Введение в аэровалеологию: Воздушная среда и здоровье человека. — 2-е изд., испр. и доп. — Пермь: ПГТУ, 2005. — 104 с. — (Условия труда). — ISBN 5-88151-436-X.
- Создание и функционирование системы управления охраной труда: практическое пособие для работодателя / Г. З. Файнбург ; Институт безопасности труда, производства и человека Пермского национального исследовательского политехнического университета. — 2-е изд. испр. и доп. — Пермь : ПНИГУ, 2016. — 239 с. — ISBN 978-5-398-01618-5
- Организация создания и обеспечение функционирования системы управления охраной труда : практическое пособие для работодателя / Г. З. Файнбург ; Институт безопасности труда, производства и человека Пермского национального исследовательского политехнического университета. — Пермь : ПНИПУ, 2017. — 249 с. — ISBN 978-5-398-01829-5
- Salty air therapy: the new effective method for treatment and healing / Grigory Fainburg ; Perm national research polytechnic university, Institute for safety and health. — Perm : Perm nat.l research polytechnic univ., 2017. — 273 с. — ISBN 978-5-398-01761-8
- Управление рисками производственной деятельности : учебное пособие / Г. З. Файнбург ; М-во образования и науки Российской Федерации, Федеральное гос. бюджетное образовательное учреждение высш. проф. образования «Пермский нац. исслед. политехнический ун-т». — Пермь : Изд-во Пермского нац. исслед. политехнического ун-та, 2014. — 148 с. — ISBN 978-5-398-01176-0
- Единое федеральное базовое учебное пособие для отдельных категорий застрахованных. Охрана труда : в 5 т. / М-во здравоохранения и соц. развития Российской Федерации; общ. ред. А. В. Сафонов. — Москва : Минздравсоцразвития России, 2009-. — 20 см. Т. 5: Пособие для руководителей и специалистов служб охраны труда организаций / Г. З. Файнбург и др. — 2009. — 222 с. — ISBN 978-5-88257-117-3
- Единое федеральное базовое учебное пособие для отдельных категорий застрахованных. Охрана труда : в 5 т. / М-во здравоохранения и соц. развития Российской Федерации; общ. ред. А. В. Сафонов. — Москва : Минздравсоцразвития России, 2009-. — 20 см. Т. 2: Особенности организации работ по охране труда в организациях малого бизнеса / Г. З. Файнбург и др. — 2009. — 252 с. — ISBN 978-5-88257-114-5
- Диффузно-сетевые методы расчета проветривания шахт и рудников / А. Е. Красноштейн, Г. З. Файнбург; Рос. акад. наук, Урал. отд-ние. — Екатеринбург : УрО РАН, 1992. — 242 с. — ISBN 5-7691-0097-4
- Организация предупреждения дорожно-транспортного травматизма : учебное пособие / В. Ю. Петров, Г. З. Файнбург, Т. Л. Правдивая ; Ин-т безопасности труда, производства и человека, Пермский гос. технический ун-т. — Пермь : ПГТУ, 2008. — 178 с. — ISBN 978-5-98975-297-0
- Охрана труда : учебное пособие : [в 2 т.] / Г. З. Файнбург. — Нижний Новгород : Биота-плюс, 2010. — 20 см. Т 1. — 2010. — 205 с.; ISBN 978-5-902095-22-4 Т. 2 2. — 2010. — 158 с. — ISBN 978-5-902095-23-1

## Награды
Знак «Шахтёрская слава» I, II, III степени (полный кавалер).